# Уланова, Нина Михайловна
Нина Михайловна Уланова (28 июня 1914 года, Санкт-Петербург — 15 декабря 1997 года, Санкт-Петербург) — артистка балета, педагог и балетмейстер-постановщик, работавшая в Киеве, Харькове, Ленинграде (Малый оперный театр), Новосибирске и Таллине. Заслуженная артистка РСФСР (1958).

## Биография
Нина Уланова родилась 15 (28) июня 1914 года в Санкт-Петербурге. В 1934 году окончила Ленинградский хореографический техникум (в 1937 году преобразованный в Хореографическое училище им. А. Я. Вагановой, ныне Академия Русского Балета им. А. Я. Вагановой), исполнительское отделение, класс Марии Федоровны Романовой, после чего начала работать артисткой балета Малого оперного театра в Ленинграде. Параллельно по совету Марии Федоровны училась на педагогическом отделении Ленинградского хореографического техникума, которое окончила в 1936 году. Это был первый выпуск педагогов хореографии в России.
В 1936-39 годах — солистка балета Киевского театра оперы и балета им. Шевченко. В 1939 году из-за травмы была вынуждена прекратить исполнительскую деятельность и перешла на педагогическую работу в Киевское хореографическое училище. В 1939-40 годах — педагог- репетитор Харьковского театра оперы и балета.
В 1940-42 годах — студентка актерского факультета Ленинградского театрального института.
В 1942-45 годах — педагог-репетитор Свердловского (ныне Екатеринбургского) театра оперы и балета.
В 1945-53 годах — репетитор Государственного Академического Малого оперного театра в Ленинграде.
В 1953-65 годах — балетмейстер-репетитор Новосибирского Государственного Академического театра оперы и балета.
В 1963-65 годах — балетмейстер-репетитор (командировка от Министерства культуры СССР) в Софийском театре оперы и балета, Болгария.
В 1965-70 годах — главный балетмейстер театра «Эстония» в Таллине, Эстония.
В 1970-75 годах — режиссёр-постановщик Ленинградского Государственного Мюзик-холла, в 1975-79 годах — там же и. о. главного балетмейстера.

## Основные работы
В 1953-63 годах — постановка танцев в операх: «Фра-Дьяволо» Обера, «Кармен» Бизе, «Овод» Спадавеккиа в Новосибирском Государственном Академическом театре оперы и балета.
Балет «Жизель» в хореографии Мариуса Петипа был поставлен Н. Улановой в Новосибирском Государственном Академическом театре оперы и балета в 1957 году, в Оперном театре им. Станислава Монюшки в г. Познань, Польша — в 1967 году, в Дрезденской государственной опере в Дрездене, Германия — в 1970 году.
В 1959 году — постановка балета «Каменный цветок» на музыку С. Прокофьева в хореографии Ю. Григоровича в Новосибирском Государственном Академическом театре оперы и балета. Ю. Григорович показал текст балета и уехал в Ленинград, а разучивала текст, репетировала и выпускала спектакль Н. Уланова. Автор смог увидеть спектакль только через 6 месяцев после премьеры на гастролях театра в Москве. В том же порядке была выполнена постановка балета «Каменный цветок» в 1962 году в Королевском оперном театре в Стокгольме,Швеция, а в 1964 году Н. Уланова повторила эту постановку в Софийском театре оперы и балета, Болгария.
В 1960 году — постановка балета «Тарас Бульба» на музыку В. Соловьева-Седого в хореографии Б. Фенстера в Новосибирском Государственном Академическом театре оперы и балета. Автор балета Б. Фенстер был болен и не мог работать, поэтому Н. Уланова выполнила работу балетмейстера-постановщика и полностью подготовила спектакль к выпуску.
В 1978 году — постановка «Шопенианы» в хореографии М. Фокина в Palucca Schule (ныне Palucca Hochschule für Tanz, Drezden) и Дрезденской государственной опере в Дрездене, Германия.

## Педагогическая деятельность
В 1936-39 годах — педагог в хореографическом училище в Киеве, Украина.
В 1967-69 годах — педагог в Palucca Schule в Дрездене, Германия.
Кроме того, Н. Уланова проводила летние педагогические курсы (мастер-классы) в 1962 году в Стокгольме, Швеция и в 1968, 1969 и 1972 годах в Дрездене, Германия.

## Награды и звания
- Медаль «За трудовое отличие» (13 августа 1955 года) — за большие заслуги в области советского музыкального искусства[1].
- Заслуженная артистка РСФСР (1958 год) —  за заслуги в области театрального искусства.

## Рекомендуемая литература
- Рубина М., Вершинина И. Новосибирский академический. Новосибирск, 1979.
- Ромм В. Большой театр Сибири. Новосибирск, 1990.